# Oskorušica
Oskorušica (ime roda je oskorušica, a vrste trnovita oskorušica; lat. Sarcopoterium), monotipski biljni rod iz porodice ružovki. Jedina vrsta trnovita oskorušica raširena je po srednjem i istočnom  Sredozemlju, uključujući i Hrvatsku

## Opis
Sarcopoterium spinosum (L.) Spach (prethodno identificiran kao Poterium spinosum L.) je bodljikavi ružičasti patuljasti grm, 30-60 cm visine, s granama koje završavaju dihotomnim i bezlisnim trnjem. Pojavljuje se u širokom rasponu klimatskih uvjeta od polusušnog ekotona (prijelazna zona između susjednih zajednica) između mediteranske i iransko-turanske vegetacijske zone do subhumidnih mediteranskih regija. Kombinacija klonskog i spolnog razmnožavanja biljke doprinosi njenom dugoročnom preživljavanju i dominaciji. Cijeli grm se koristi kao gorivo, za izradu ograda i torova za ovce, za izradu metli i kao punjenje za madrace. Jedna od najčešće citiranih ljekovitih indikacija je korištenje kore korijena kao popularnog lijeka protiv dijabetesa i za otapanje bubrežnih kamenaca. Tradicionalno se koristi kao sredstvo za smirenje, a napitak pripremljen od njegovih listova navodno tjera strahove. Zeleno lišće, posoljeno i začinjeno te namočeno u slinu koristi se za liječenje očnih tegoba, a također i kao srećonoša. Pet pentacikličkih triterpenoida identificirano je u Sarcopoterium spinosum, a tormentinska kiselina se smatra glavnim sastavnim ekstraktom i posreduje u njegovoj antiproliferativnoj aktivnosti na nekoliko staničnih linija raka.
- S. spinosum
- S. spinosum
- S. spinosum
- S. spinosum
- S. spinosum